# Ольтрессенда-Альта
Ольтрессенда-Альта (італ. Oltressenda Alta) — муніципалітет в Італії, у регіоні Ломбардія,  провінція Бергамо.
Ольтрессенда-Альта розташована на відстані близько 500 км на північний захід від Рима, 80 км на північний схід від Мілана, 32 км на північний схід від Бергамо.
Населення — 171 особа (2014).

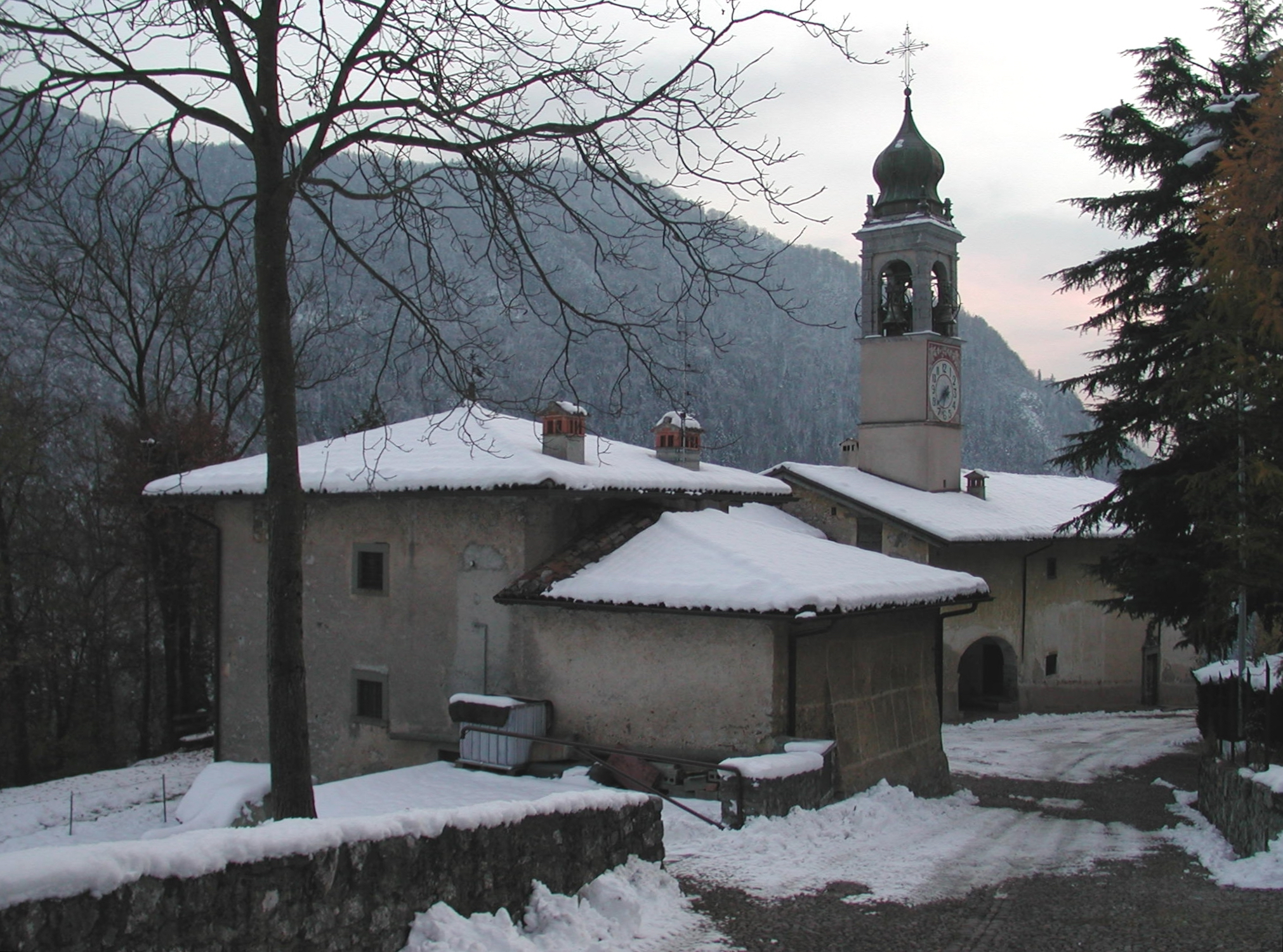

Щорічний фестиваль відбувається 20 липня. Покровитель — San Bernardo da Mentone.

## Демографія
Населення за роками:

Станом на 1 січня 2023 року в муніципалітеті офіційно проживали 4 іноземці з 2 країн, серед них 1 громадянин України.

## Сусідні муніципалітети
- Ардезіо
- Клузоне
- Громо
- Роветта
- Вілла-д'Онья
- Вільміноре-ді-Скальве